# Jean-Louis Luneau
Pour les articles homonymes, voir Luneau (homonymie).
Pas d'image ? Cliquez ici

a Compétitions nationales et continentales officielles uniquement.

Dernière mise à jour le 12 septembre 2023.
Jean-Louis Luneau, né le 24 janvier 1952 à Châteauroux, est un joueur français de rugby à XV évoluant aux postes de deuxième ligne et troisième ligne aile. Après avoir joué à l’Aviron bayonnais rugby pro et au Saint-Jean-de-Luz olympique rugby, Luneau se reconvertit en tant qu'entraîneur, notamment avec la Section paloise et l'Union sportive dacquoise.

## Biographie

### Carrière de joueur
Né le 24 janvier 1952 à Châteauroux, Jean-Louis Luneau a commencé sa carrière de joueur de rugby à XV à l'Union sportive des cheminots dijonnais à l'âge de neuf ans. Déménageant au Pays basque dans les années 1970, il a ensuite évolué au niveau senior sous les couleurs de l'Aviron bayonnais et du Saint-Jean-de-Luz olympique rugby, principalement en deuxième et troisième ligne. Son parcours atypique l'a également conduit à exercer divers métiers, notamment plombier chauffagiste, docker, livreur et ajusteur, notamment chez Dassault Aviation à Anglet, mais a toujours maintenu son lien avec le rugby.

### Carrière d'entraîneur
Après sa carrière de joueur, Jean-Louis Luneau s'est tourné vers une carrière d'entraîneur. Il a débuté avec les juniors de l’Aviron bayonnais rugby pro, puis a rapidement gravi les échelons pour prendre en charge l'équipe première avec qui il remporte la Coupe André-Moga en 1995, face à la Section paloise.
En 1995, Luneau prend la direction de la Section paloise avec Francis Léta. Michel Montori était initialement favori pour le poste. 
Le duo basé au Pays basque impose un jeu de mouvement et mène le club béarnais jusqu'à la victoire en Coupe de France de rugby à XV 1996-1997 (1re édition des 4 disputées de 1997 à 2000 de la Coupe de France Yves-du-Manoir). Au niveau continental, le dup atteint les quarts de finales en Championnat de France de rugby à XV 1996-1997. La Section est éliminée en phases de poules de la Coupe d'Europe la 1996-1997.
La saison suivante, Luneau et Léta sont reconduits. Ils mènent les Sectionnistes en demi-finale de la Coupe d'Europe en 1997-1998, mais manquent de peu la qualification pour l'édition de l'année suivante, en raison d'un classement insuffisant en championnat de France de rugby à XV 1997-1998. Léta et Luneau remettent en cause le recrutement et quittent le club.
Luneau rejoint ensuite l'US Dax en 1998, en duo avec Jean-Philippe Coyola, contribuant à leur succès et à leur réputation pour un rugby dynamique. En milieu de saison 2001-2002, alors que les performances ne sont pas au rendez-vous et qu'une relégation historique se profile, le duo d'entraîneurs est écarté du banc sous la pression des joueurs. Ils sont tous les deux limogés en décembre 2001.
Luneau est de retour à la Section en 2002 pour occuper un poste de directeur technique, un rôle qu'il avait toujours souhaité obtenir. Il est passionné par la formation et la planification à long terme, tout en comprenant l'importance de remporter des succès immédiats. Dans son nouveau rôle, il a la responsabilité de superviser la stratégie globale du club, en établissant des liens entre les différentes équipes et en veillant à une organisation uniforme, de la formation des jeunes cadets jusqu'aux joueurs professionnels.
Le duo Francis Léta et Luneau entraîne par la suite le Tarbes Pyrénées rugby de 2004 à 2006.
Luneau prend ensuite les rênes de club de Fédérale 1, avec des rôles au Saint-Jean-de-Luz olympique rugby et au Stade dijonnais.

### Autres activités
Tout au long de son activité dans le monde du rugby, Jean-Louis Luneau est resté profondément enraciné dans les valeurs du monde ouvrier qui ont façonné sa vie et sa carrière. Son engagement dans le syndicalisme rugby lui a valu le rôle de président du Regroupement des entraîneurs et éducateurs de rugby de 2007 à 2013, où il a continué à défendre les droits des techniciens professionnels du rugby.